# Kate Raworth
Kate Raworth (nacida en 1970) es una economista inglesa que trabaja para la Universidad de Oxford y la Universidad de Cambridge. Es conocida por su obra Economía rosquilla: 7 maneras de pensar la economía del siglo XXI, en la que propone un modelo de crecimiento económico alternativo que equilibre las necesidades humanas esenciales y los límites planetarios.

## Formación
Raworth estudió Política, Filosofía y Economía en la Universidad de Oxford y realizó un máster en Economía del Desarrollo.

## Trayectoria
De 1994 a 1997, Raworth trabajó en la promoción del desarrollo de microempresas en Zanzíbar como miembro del Overseas Development Institute. De 1997 a 2001 ejerció de economista y fue coautora del  Informe de Desarrollo Humano del Programa de las Naciones Unidas para el Desarrollo, en los capítulos sobre globalización, nuevas tecnologías, consumo de recursos y derechos humanos. De 2002 a 2013 fue investigadora principal en Oxfam. Es investigadora senior y miembro del consejo asesor del Instituto de Cambio  Ambiental de la Universidad de Oxford; además de socia principal en el Cambridge Institute for Sustainability Leadership.

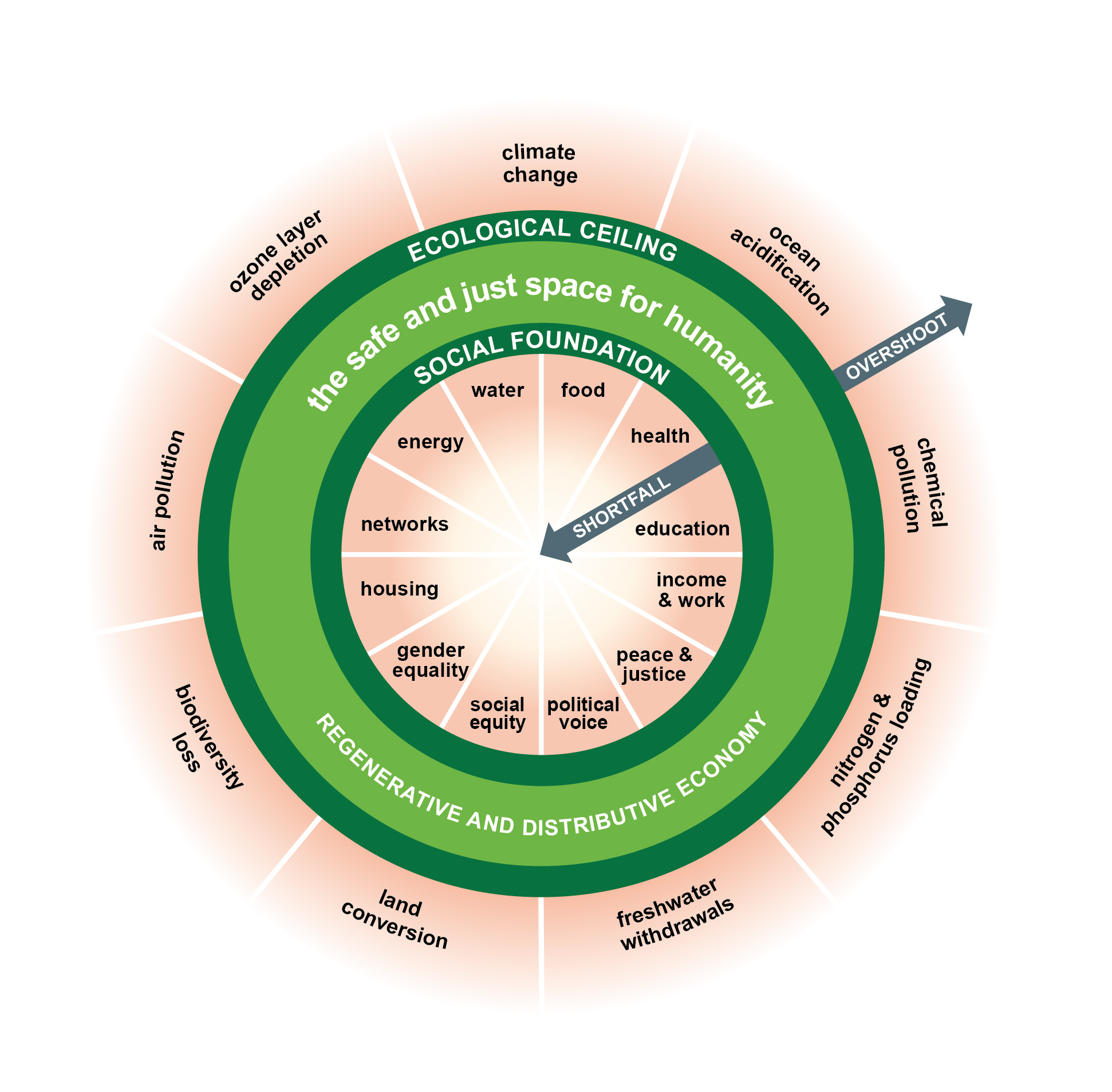
Esquema básico de la economía de la dona en inglés

En 2017, Raworth publicó Donut Economics: Seven Ways to Think Like a 21st-Century Economist. El estudio plantea una alternativa al pensamiento económico dominante y propone las condiciones para una economía sostenible. En este libro aboga por reformular los fundamentos de la ciencia económica. En lugar de centrarse en el crecimiento de la economía, se centra en un modelo en el que se pueda garantizar que todos los habitantes de la tierra tengan acceso a las necesidades básicas, como una alimentación y educación adecuadas, siempre que protejamos nuestros ecosistemas para no limitar las oportunidades de las generaciones futuras. La publicación de esta obra fue incluida en la lista de candidatos del premio al Libro de Negocios del año 2017 del Financial Times y McKinsey.
De acuerdo con la economista española Carlota Sanz, el modelo de la economía de la dona de Raworth «consta de dos anillos concéntricos: una base social, para garantizar que nadie se quede corto en las necesidades básicas, y un techo ecológico, para garantizar que la humanidad no sobrepase los límites de la Tierra». Asimismo, este modelo plantea cambiar «el  sistema degenerativo a uno que sea regenerativo y circular por diseño».
En 2021, Raworth fue nombrada miembro del Consejo de Economía Salud para Todos de la Organización Mundial de la Salud, presidido por  Mariana Mazzucato.

## Publicaciones
- Kate Raworth (2017). Doughnut economics: seven ways to think like a 21st-century economist. New York, United States: Random House. ISBN 978-184794138-1. Edición en español: Economía rosquilla 7 maneras de pensar la economía del siglo XXI. Editorial Paidos (2018).Traductor: Francisco J. Ramos. ISBN: 9788449334030.[2]
- Kate Raworth (2019). «Chapter 25: A new economics».  En Extinction Rebellion, ed. This Is Not a Drill: An Extinction Rebellion Handbook. Penguin Books. pp. 146-154. ISBN 9780141991443.